# Ancora più bello
Ancora più bello è un film italiano del 2021 diretto da Claudio Norza, sequel del film Sul più bello (2020).

## Trama
Sono passati dodici mesi e la storia tra Marta ed Arturo è finita. Sembra andare tutto per il verso sbagliato quando arriva improvvisamente una telefonata dall’ospedale: è stato trovato un donatore compatibile per Marta.

## Distribuzione
Il film è stato distribuito nelle sale cinematografiche italiane dal 16 settembre 2021.

## Accoglienza
Paola Casella di MYmovies.it assegna al film 3 stelle su 5 e ne loda soprattutto l'attrice protagonista, affermando: "Ludovica Francesconi si conferma una presenza scenica irresistibile che da sola basta a "fare il film". Allo stesso modo, anche Comingsoon.it assegna al film 3 stelle su 5.

## Sequel
Il 31 gennaio 2022 è stato distribuito il terzo capitolo della serie intitolato Sempre più bello.